# Comitato di Szolnok-Doboka
Il comitato di Szolnok-Doboka (in ungherese Szolnok-Doboka vármegye, in romeno Comitatul Solnoc-Dăbâca) è stato un antico comitato del Regno d'Ungheria, situato nell'attuale Romania settentrionale (Transilvania). Capoluogo del comitato era la città di Dés, oggi nota col nome romeno di Dej.
Il comitato confinava con gli altri comitati di Szilágy, Szatmár, Máramaros, Beszterce-Naszód e Kolozs.

## Storia
Il comitato venne formato nel 1876 mediante l'unione del comitato di Belső-Szolnok con parte del comitato di Doboka e rimase ungherese finché il Trattato del Trianon (1920) non lo assegnò alla Romania. Rioccupato dall'Ungheria nel 1940 in seguito al Secondo Arbitrato di Vienna, dopo la seconda guerra mondiale venne restituito alla Romania.
I confini del comitato non sono sopravvissuti nell'attuale suddivisione amministrativa romena ed il territorio fa oggi parte dei distretti romeni di Cluj (il centro ed il sud), Maramureș (la parte settentrionale), Bistrița-Năsăud (l'est) e Sălaj (l'ovest).